# Joe Odagiri
Jō Odagiri (小田切 譲 Odagiri Jō?,  Okayama, Japón, 16 de febrero de 1976), mejor conocido bajo su nombre artístico de Joe Odagiri (オダギリ ジョー Odagiri Jō?), es un actor y músico japonés. Ha aparecido en numerosas películas y series de televisión.

## Biografía
Odagiri nació el 16 de febrero de 1976 en la ciudad Tsuyama, prefectura de Okayama. Tras graduarse de la escuela secundaria fue aceptado en la Universidad Kōchi en Kōchi, pero rechazó la oferta para estudiar en Estados Unidos. Originalmente tenía la intención de estudiar dirección de cine en la Universidad Estatal de California, Fresno, pero un error en el proceso de la solicitud le llevaron a clases de actuación. A menudo se refiere a Fresno como su segunda patria.
El 27 de diciembre de 2007, durante una conferencia de prensa en Tokio, Odagiri anunció su compromiso con la también actriz Yū Kashii, quien es once años menor que él. La pareja contrajo matrimonio en 2008 y le dio la bienvenida a su primer hijo en noviembre de 2011. Su segundo hijo nació en abril de 2014. El 20 de abril de 2015, el hijo menor de Odagiri murió a causa de un íleo intestinal a la edad de 1 año.

## Filmografía

### Películas
| Año  | Título                                          | Papel                         | Notas             |
| ---- | ----------------------------------------------- | ----------------------------- | ----------------- |
| 1999 | Spellbound                                      |                               |                   |
| 2001 | Platonic Sex                                    | Toshimi Iwasaki               |                   |
| 2001 | Terrors                                         |                               |                   |
| 2002 | Satorare                                        | Kenichi Satomi                |                   |
| 2002 | Mokka no Koibito                                |                               |                   |
| 2003 | Azumi                                           | Bijomaru Mogami               |                   |
| 2003 | Bright Future                                   | Yuuji Nimura                  | Principal         |
| 2004 | Kaikyo o Wataru Violin                          |                               |                   |
| 2004 | Out of This World                               |                               |                   |
| 2004 | Pacchigi!                                       |                               |                   |
| 2004 | Chi to Hone                                     | Takeshi                       |                   |
| 2004 | Black Kiss                                      | Joker Jono                    |                   |
| 2005 | Irabu Ichirō                                    | Tetsuya Taguchi               | Principal         |
| 2005 | Yume no Naka e                                  |                               |                   |
| 2005 | Hazard                                          | Shin                          | Principal         |
| 2005 | Mezon do Himiko                                 | Haruhiko Kishimoto            | Principal         |
| 2005 | Shinobi -Heart Under Blade-                     | Gennosuke Kouga               | Principal         |
| 2005 | Scrap Heaven                                    | Tetsu                         |                   |
| 2005 | Operetta tanuki goten                           | Amechiyo                      | Principal         |
| 2006 | Big River                                       | Teppei                        | Principal         |
| 2006 | The Uchōten Hotel                               | Ukon                          |                   |
| 2006 | Retribution                                     | Dr. Takagi                    |                   |
| 2006 | Mushishi                                        | Ginko                         | Principal         |
| 2006 | The Pavillion Salamandre                        | Hoichi Tobishima              |                   |
| 2006 | Sway                                            | Takeru Hayakawa               | Principal         |
| 2007 | Tōkyō tawaa ~ okan to boku to, tokidoki, oton ~ | Masawa Nakagawa               | Principal         |
| 2007 | Sad Vacation                                    | Goto                          |                   |
| 2007 | Adrift in Tokyo                                 | Fumiya Takemura               | Principal         |
| 2008 | Dangkou                                         | Kirin                         |                   |
| 2008 | Dream                                           | Jin                           |                   |
| 2009 | The Warrior and the Wolf                        | Lu Shenkang                   | Película china    |
| 2009 | Air Doll                                        | Sonoda                        |                   |
| 2011 | Kiseki                                          | Kenji                         |                   |
| 2011 | Poongsan                                        | Guardia 1                     | Cameo             |
| 2011 | My Way                                          | Tatsuo Hasegawa               | Principal         |
| 2013 | Fune wo Amu                                     | Masashi Nishioka              |                   |
| 2013 | Real                                            | Editor                        |                   |
| 2013 | Mr. Go                                          | The Owner of Chunichi Dragons | Cameo             |
| 2013 | Human Trust                                     | Kugenuma                      |                   |
| 2013 | Present for You                                 | Shigeru Kajiwara              |                   |
| 2014 | The World of Kanako                             | Detective Aikawa              |                   |
| 2015 | Foujita                                         | Tsuguharu Foujita             | Principal         |
| 2016 | Over the Fence                                  | Yoshio Shiraiwa               | Principal         |
| 2016 | Yu o Wakasu Hodo no Atsui Ai                    | Kazuhiro                      |                   |
| 2017 | Ernesto                                         | Freddy Maymura                | Principal         |
| 2017 | Pumpkin and Mayonnaise                          | Hagio                         |                   |
| 2017 | The Time of Humans                              |                               | South Korean film |
| 2018 | Room Laundering                                 |                               |                   |
| 2022 | Dai kaijū no ato shimatsu                       | Ryo 'Blues' Aoshima           |                   |

### Series de televisión
| Año  | Título                      | Personaje      | Notas        |
| ---- | --------------------------- | -------------- | ------------ |
| 2000 | Kamen Rider Kūga            | Yusuke Godai   | 49 episodios |
| 2018 | We Are Rockets! (Cheer☆Dan) | Tarou Urushido | 10 episodios |

### Anime
- Anata ga koko ni Itehoshii (2001), Yuji Tamiya

### Libros
- Joe Odagiri: Sweater Book (2000)
- Odagirism (2001)

### Photobooks
- Jissya: A Photobook of Joe Odagiri (2000)
- Four Years Ago (2006)

## Discografía

### Álbumes
- White (2006)
- Black (2006)

### Singles
- T (2000)
- Hazard (2003)
- Cherry the Dustman (2006)